# 11 Partenope
Partenope  ou Parthenope, asteroide 11, é um asteroide brilhante da cintura principal. É uma mistura metálica de ferro e níquel com silicatos de magnésio e ferro.
O Partenope foi descoberto por Annibale de Gasparis a 11 de maio de 1850, o segundo asteroide, entre muitos, descoberto por ele. O nome do asteroide provém de uma das sereias da mitologia grega, que, na segunda metade do século VIII a.C. teria fundado, na Magna Grécia, a cidade de Partenope, refundada, no fim do século VI a.C., passando a chamar-se Neapolis ('cidade nova') — a atual cidade de Nápoles.
Foi observada uma ocultação estelar por Partenope a 13 de Fevereiro de 1987.